# Bolotana
Bolotana (in sardo Golòthene) è un comune italiano di 2 262 abitanti, situato nella Sardegna centrale in provincia di Nuoro.
Bolotana fa parte dell'Unione dei comuni del Marghine e del GAL Marghine. Dal 2012 fa parte della rete dei Borghi autentici d'Italia, una rete nazionale alla quale aderiscono oltre 200 piccoli e medi comuni, enti territoriali e organismi misti di sviluppo locale.

## Geografia fisica

### Territorio

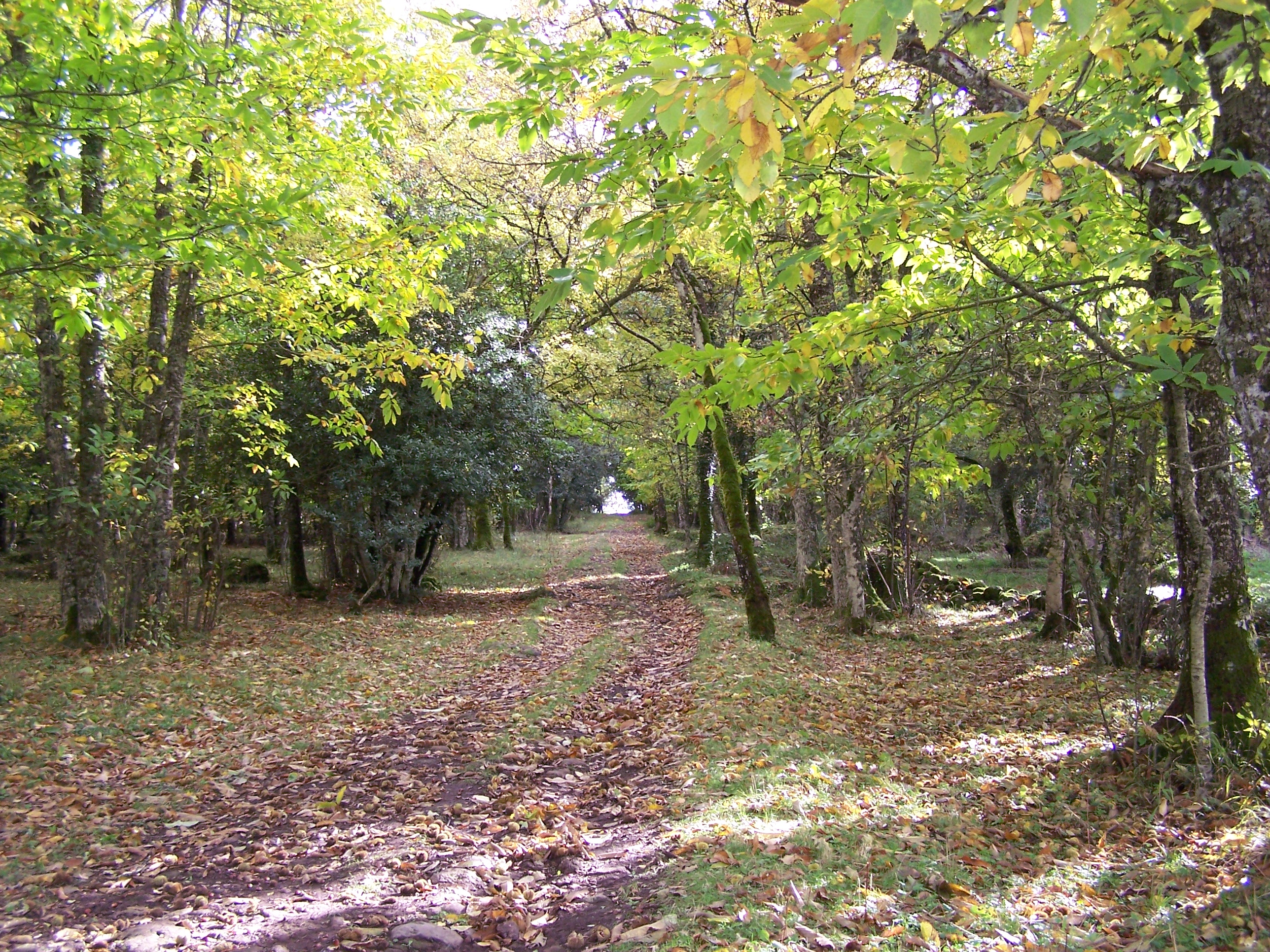
Badde Salighes

Il territorio ha una superficie di 108,39 km² e si estende con orientamento NO-SE dai monti della catena del Marghine alla piana della media valle del Tirso con una variazione altimetrica che passa dai 1200 m s.l.m. (punta Palai), ai 144 m s.l.m. Il suo territorio ricade all'interno delle unità idrografiche del Fiume Temo a NO, del fiume Coghinas a NE e del fiume Tirso a S.
Nel suo territorio sono compresi i nuclei abitati delle località di Badde Salighes, Santa Maria 'e Sauccu e Bardosu.

#### Uso del territorio
Sulla base della Corine Land Cover del 2006 il territorio del comune di Bolotana risulta così utilizzato:

Uso del territorio del comune di Bolotana

| Tipologia di uso del suolo                          | Area (km2) | %     |
| --------------------------------------------------- | ---------- | ----- |
| Aree a pascolo naturale e praterie d'alta quota     | 14,88      | 13,73 |
| Aree a vegetazione sclerofilia                      | 4,59       | 4,24  |
| Aree agroforestali                                  | 17,20      | 15,86 |
| Aree industriali o commerciali                      | 1,05       | 0,97  |
| Aree prev. occup.da colture agrarie, con spazi nat. | 4,96       | 4,58  |
| Boschi di latifoglie                                | 22,00      | 20,30 |
| Seminitavi in aree non irrigue                      | 39,80      | 36,72 |
| Tessuto urbano discontinuo                          | 1,33       | 1,23  |
| Uliveti                                             | 2,57       | 2,37  |
| Vigneti                                             | 0,01       | 0,01  |
| Totale complessivo                                  | 108,39     | 100   |

## Storia
Il territorio bolotanese è abitato dall'uomo sin dalla preistoria, numerose sono le testimonianze del periodo prenuragico (dolmen, domus de janas) e nuragico (protonuraghi, nuraghi, tombe dei giganti, pozzi sacri). Importanti sono anche le tracce dei periodi successivi nei quali si susseguirono le dominazioni puniche, romane e bizantine.

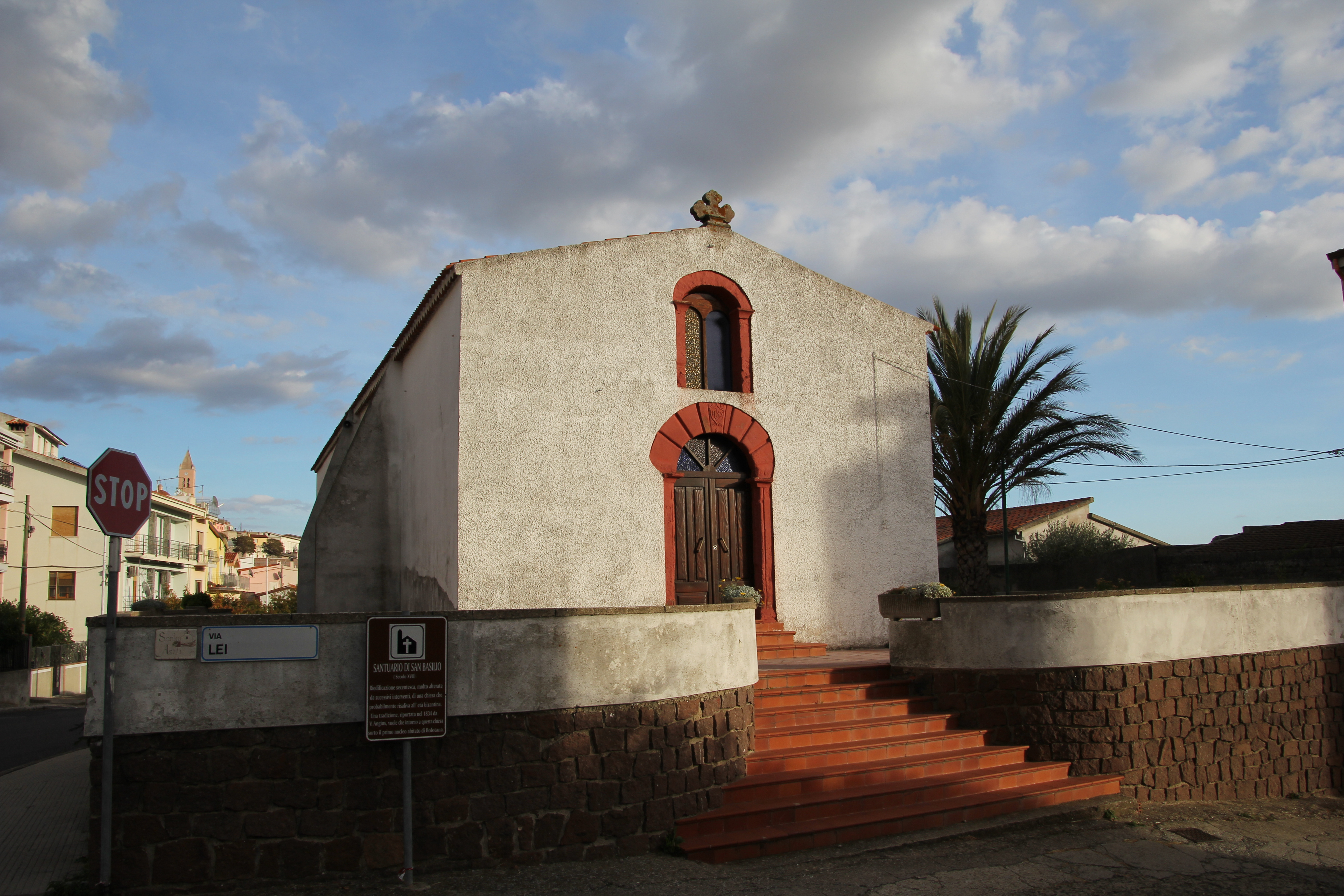
Chiesa di San Basilio

L'attuale paese di Bolotana appare citato per la prima volta, con il nome di Golòthana o Golòssene, nelle Rationes Decimarum del 1341. Nel medioevo fece parte del giudicato di Torres, inserito nella curatoria del Marghine. Alla caduta del giudicato (1259) entrò a far parte del giudicato di Arborea. Alla scomparsa di quest'ultimo e del marchesato di Oristano (1478), venne inglobato dagli Aragonesi nel regno di Sardegna che lo diedero in feudo a diverse famiglie nobili; nel secolo XVIII fu compreso nel marchesato del Marghine, feudo prima dei Pimentel e poi dei Tellez-Giron, ai quali fu riscattato nel 1839 con l'abolizione del sistema feudale, per divenire un comune autonomo amministrato da un sindaco e da un consiglio comunale.

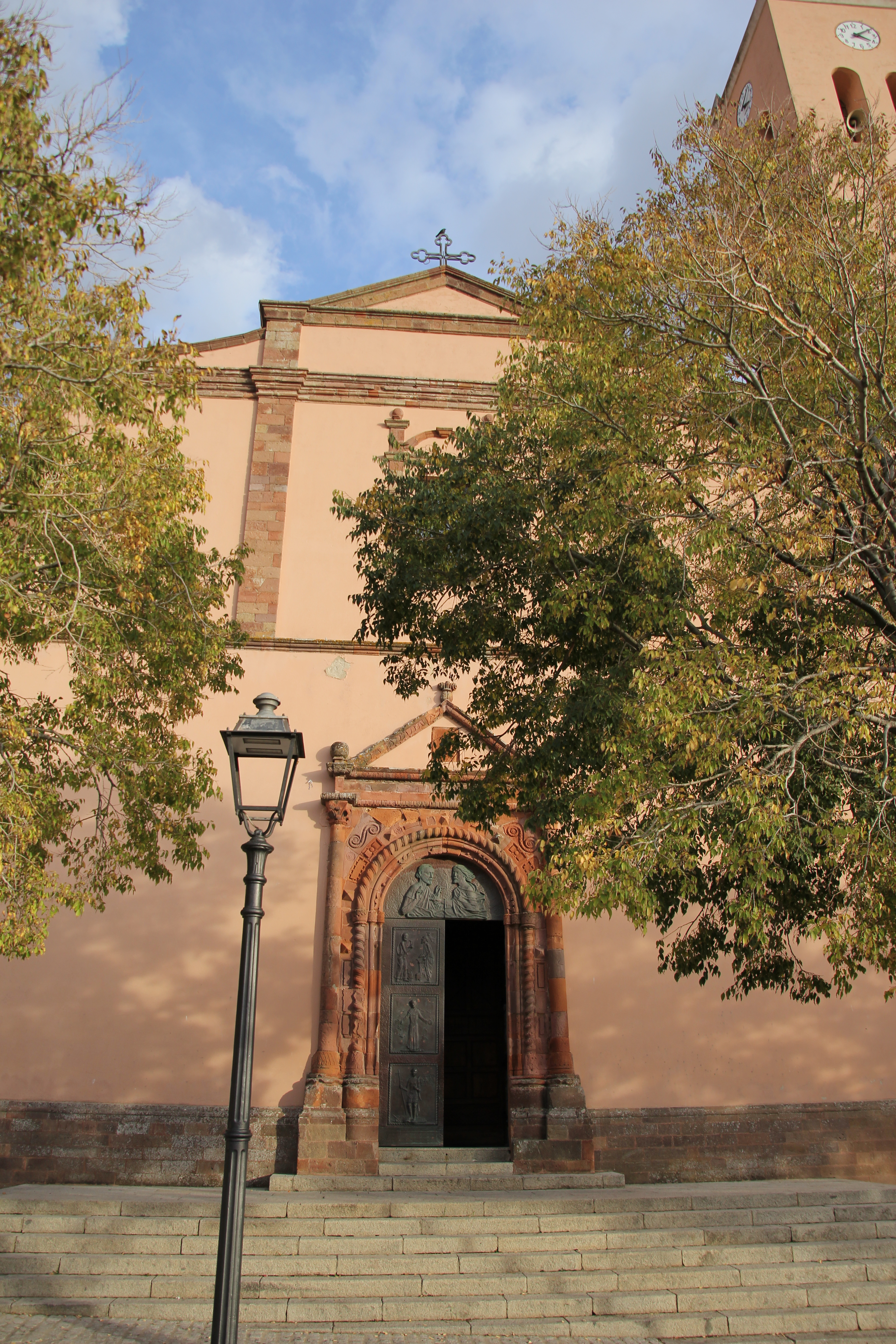
Chiesa di San Pietro e Paolo, facciata

Nel 1720, passato, come il resto dell'Isola, ai Savoia divenne parte del Regno d'Italia a partire dal 1861.

### Simboli
Lo stemma e il gonfalone del comune di Bolotana sono stati concessi con decreto del presidente della Repubblica del 19 settembre 1995.
Il gonfalone è un drappo di bianco con la bordatura di verde 

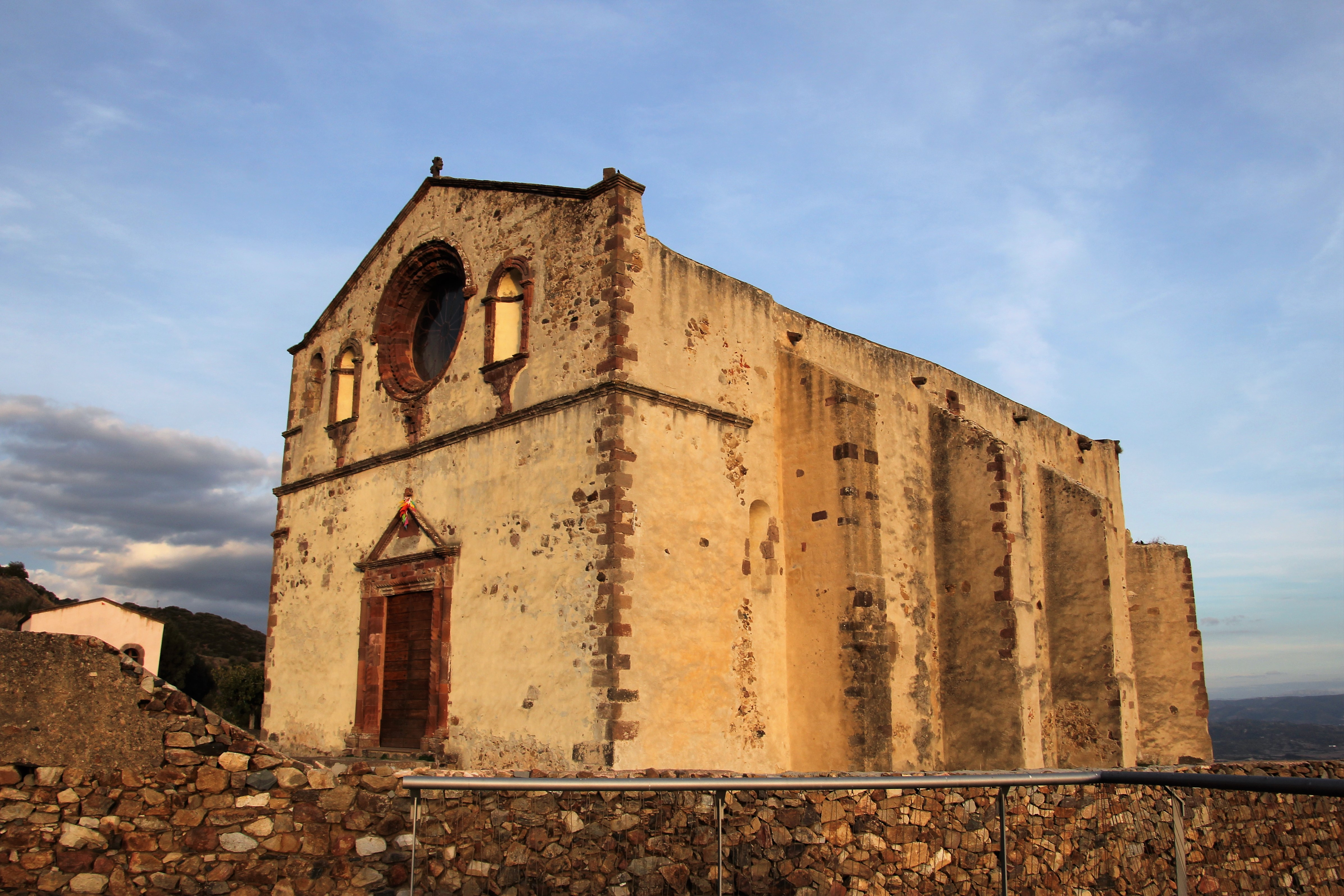
Chiesa di San Bachisio

## Monumenti e luoghi d'interesse

### Architetture religiose
- Chiesa di San Pietro
- Chiesa di San Bachisio
- Chiesa di San Basilio
- Chiesa di San Francesco
- Chiesa di San Giovanni

### Architetture civili

Villa Piercy

- Villa Piercy

### Siti archeologici

#### Domus de janas
- Domus de janas Sas Percas de Zancànu

#### Nuraghi
- Bantine Cruo
- Bantine Cruo II
- Curzu
- de Cannas
- de Gazza
- Figu
- Funtana Edra
- Funtana Ona
- Funtana su Lidone
- Funtanassida
- Mannu
- Monte Zenzeru
- Mularza Noa
- Muros Rujos
- Nodu de Sales
- Onighedda
- Ortachis
- Pabattolas
- Perca 'e Pazza
- Prida I

- Prida II
- Prida III
- Prunizas Biancas
- Punta Estidu
- s'Ena Ettrosa
- sa Coa Filigosa
- Santa Caterina
- Sedda de su Minadorzu
- Serra Nuraghe
- Sfundadu
- sos Compensos
- Sos Compensos II
- sos Compensos III
- sos Giuncos
- su Barattu
- su Barattu II
- su Cantareddu
- su Chivarzu
- Nuraghe Tittiriola

#### Età punica e romana
- Forte di Pabude
- Resti di ville romane

### Luoghi di interesse naturalistico
- Mularza Noa

## Società

### Evoluzione demografica
Abitanti censiti

### Etnie e minoranze straniere
Secondo i dati ISTAT al 31 dicembre 2010 la popolazione straniera residente era di 43 persone. Le nazionalità maggiormente rappresentate in base alla loro percentuale sul totale della popolazione residente erano:
- Marocco 39 1,35%

### Lingue e dialetti
La variante del sardo parlata a Bolotana è quella logudorese centrale o comune.

## Cultura

Costume tradizionale

### Feste e sagre
- Festa di san Bachisio, dall'8 al 10 maggio e dal 5 al 7 ottobre.
- Festa di sant'Isidoro, l'11 maggio.
- Festa di sant'Antonio Abate, il 16 e 17 gennaio.
- Festa di san Giovanni Battista, il 24 giugno.
- Festa di san Pietro, il 29 giugno.
- Festa di san Basilio, il 31 agosto e 1º settembre.
- Festa della Madonna dell'Assunta, il 15 agosto nella località montana di Ortachis.

## Economia
Nel 2010 le imprese operanti nel comune di Bolotana, suddivise nei principali settori economici attivi erano così distribuite:
- agricoltura 37,0%
- attività manifatturiere 12,3%
- edilizia 11,7%
- commercio 23,7%
- alberghi e ristoranti 6,7%
- trasporti 3,7%
- attività finanziarie 0,7%
- servizi 2,7%
- altre attività 1,7%

Sempre per il 2010, le statistiche indicavano per il comune di Bolotana un tasso di disoccupazione del 13,1%, con un totale di 827 occupati (pari al 28,7% della popolazione), prevalentemente nel settore dei servizi e dell'industria.
Tra le attività più tradizionali e rinomate vi sono quelle artigianali, che si distinguono per l'arte della tessitura, finalizzata alla produzione di tappeti realizzati con telai orizzontali e caratterizzati dalla prevalenza dei colori giallo, nero, rosso e dai disegni geometrici.

## Infrastrutture e trasporti

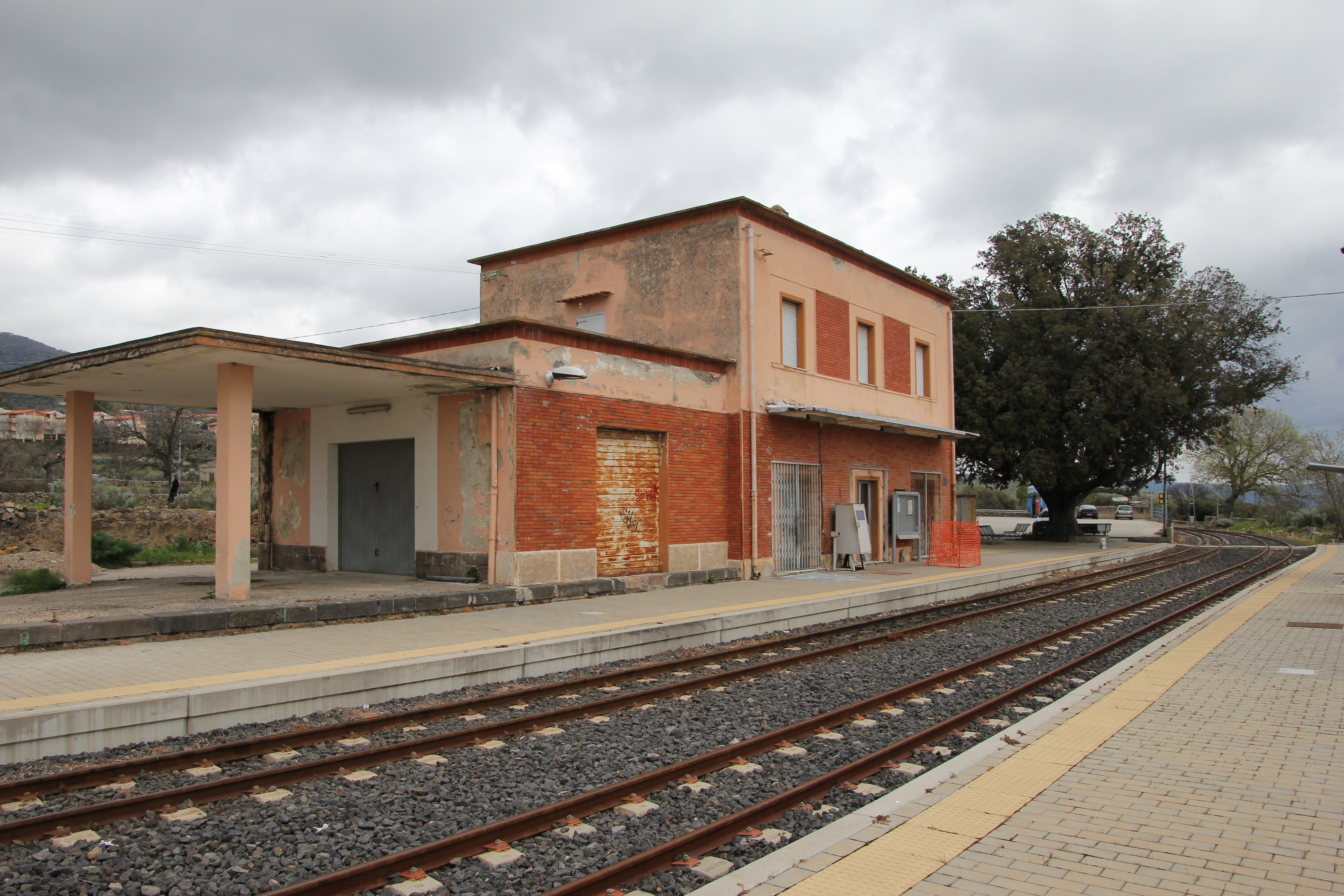
La stazione ferroviaria di Bolotana

### Strade
Il territorio di Bolotana è attraversato dalla Strada statale 129 Trasversale Sarda, principale arteria che collega Macomer con Nuoro. Da nord a sud corre la S.P. 17 (Sarule – Altopiano di Campeda) che ne attraversa anche il centro abitato. A sud corre la S.P. 33 Borore - Ottana.

### Ferrovie
Nel territorio comunale è situata la stazione di Bolotana, posta sulla ferrovia Macomer-Nuoro e servita dai treni dell'ARST attivi tra i due centri capolinea.

## Amministrazione
| Periodo        | Periodo        | Primo cittadino       | Partito                            | Carica  | Note          |
| -------------- | -------------- | --------------------- | ---------------------------------- | ------- | ------------- |
| 23 aprile 1995 | 24 maggio 1998 | Italo Cosseddu        | sinistra                           | Sindaco | [ 13 ]        |
| 24 maggio 1998 | 26 maggio 2002 | Bachisio Tanchis      | liste civiche di centro-sinistra   | Sindaco | [ 14 ]        |
| 26 maggio 2002 | 27 maggio 2007 | Giovanni Antonio Saba | centro                             | Sindaco | [ 15 ]        |
| 27 maggio 2007 | 10 giugno 2012 | Francesco Manconi     | lista civica                       | Sindaco | [ 16 ]        |
| 10 giugno 2012 | 11 giugno 2017 | Francesco Manconi     | lista civica "Ambiente è Sviluppo" | Sindaco | [ 17 ]        |
| 11 giugno 2017 | 13 giugno 2022 | Annalisa Motzo        | lista civica "Comunità che Vorrei" | Sindaco | [ 18 ]        |
| 13 giugno 2022 | in carica      | Francesco Manconi     | lista civica "Bolotana futura"     | Sindaco | [ 19 ] [ 20 ] |

## Sport

### Associazioni sportive
- A.S. Bolotanese Calcio
- La Campagnola del Marghine 4x4 Club
- Motoclub Bolotana
- Polisportiva volley Bolotana
- Polisportiva Olimpia Atletica Bolotana
- Società tiro a volo Ortachis
- Taekwondo Bolotana
- Associazione Ippica Ortachis
- Associazione tai kadai